# Pablo Orbaiz
Pablo Orbaiz Lesaka (* 6. Februar 1979 in Pamplona) ist ein ehemaliger spanischer Fußballspieler.

## Karriere

### Vereine
Pablo Orbaiz begann seine Karriere beim größten Verein seiner Heimatstadt Pamplona, dem CA Osasuna. Nach vier Jahren in der ersten Mannschaft des Teams aus der inoffiziellen baskischen Hauptstadt ging es 2000 für Orbaiz zum renommierten Athletic Bilbao – ein Jahr nachdem er mit der spanischen U20-Nationalmannschaft die U-20-WM gewinnen konnte. In elf Jahren bei Athletic kam er auf 264 Ligaspiele und zehn Tore.
Pablo Orbaiz unterzeichnete im Sommer 2011 einen Vertrag beim griechischen Rekordmeister Olympiakos Piräus, den er nach einem Jahr wieder verließ und in die russische Premjer-Liga zu Rubin Kasan wechselte.

### Nationalmannschaft
Seit 2002 lief Pablo Orbaiz viermal für das spanische A-Nationalteam auf, wurde aber für kein größeres Turnier berücksichtigt.

## Titel
- 1999 – Sieger der Junioren-Fußballweltmeisterschaft mit Spanien